# SIG 그룹

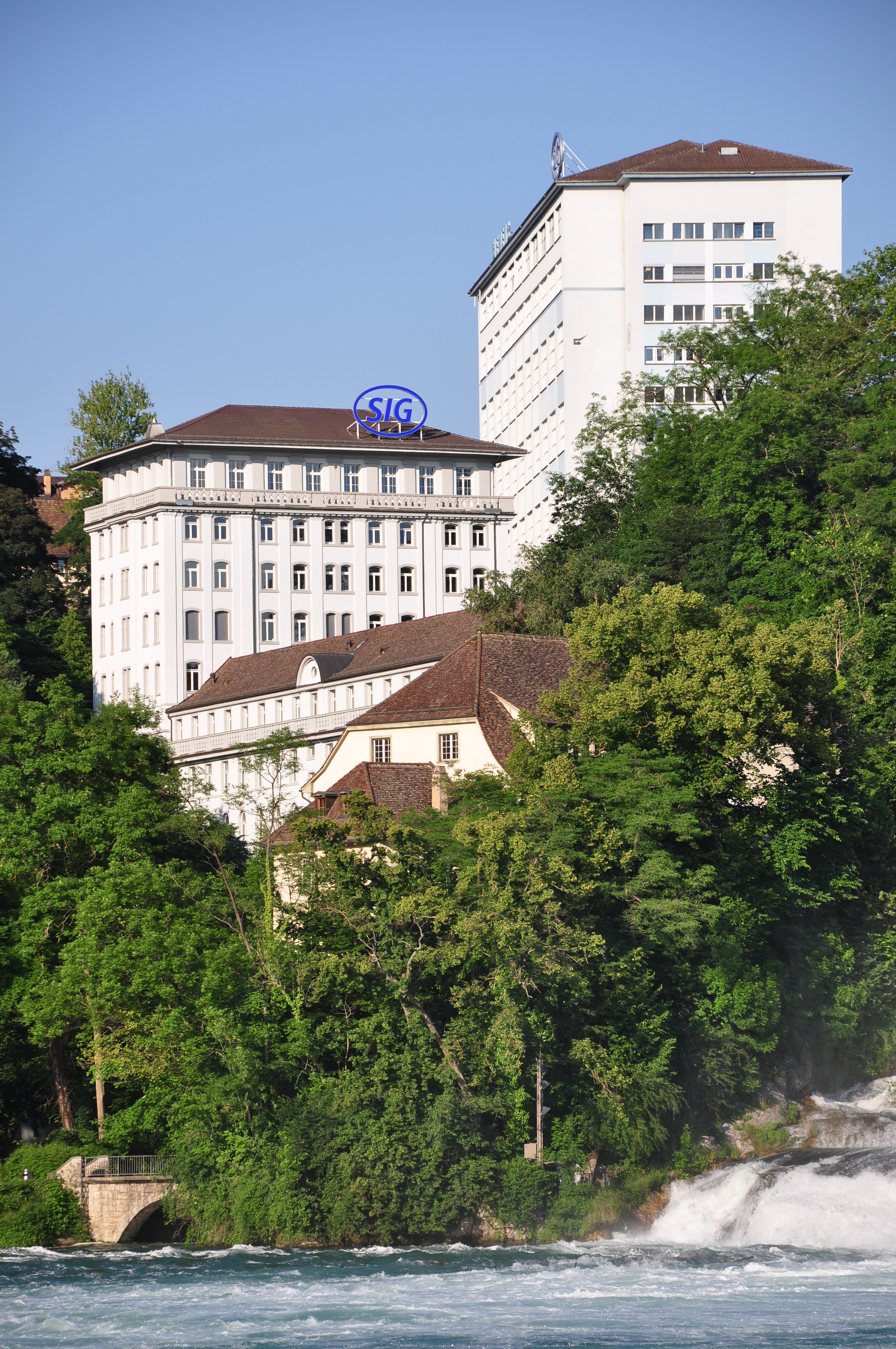
노이하우젠 암 라인팔 소재의 본사

SIG 그룹(에스아이지 그룹)은 스위스의 포장 산업 분야 다국적 기업이다.

## 사업
철도 차량을 제작하기도 하였는데, 1970년대 후, SIG는 토론토의 노면전차인 CLRV L1 설계와 제작을 맡았다. RABDe 500의 틸팅 시스템도 개발하였다. 이후 철도 지사는 1995년 피아트 Ferroviaria에 매각되었다.
SBB RABDe 500의 틸팅 시스템은 SIG에서 개발하였다. SIG의 철도 지사는 1995년, 피아트 Ferroviaria에 매각되었다.

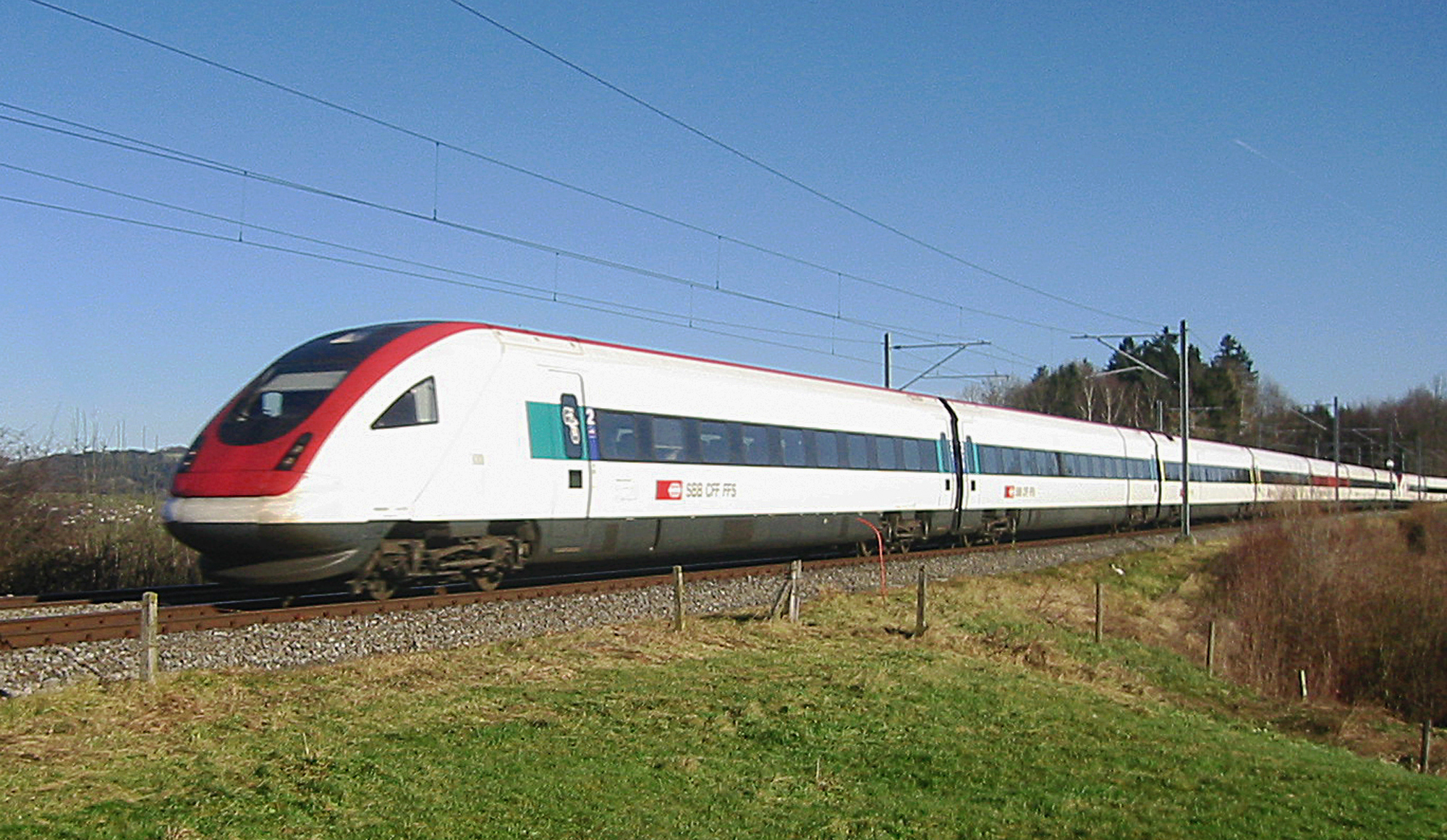
SBB RABDe 500
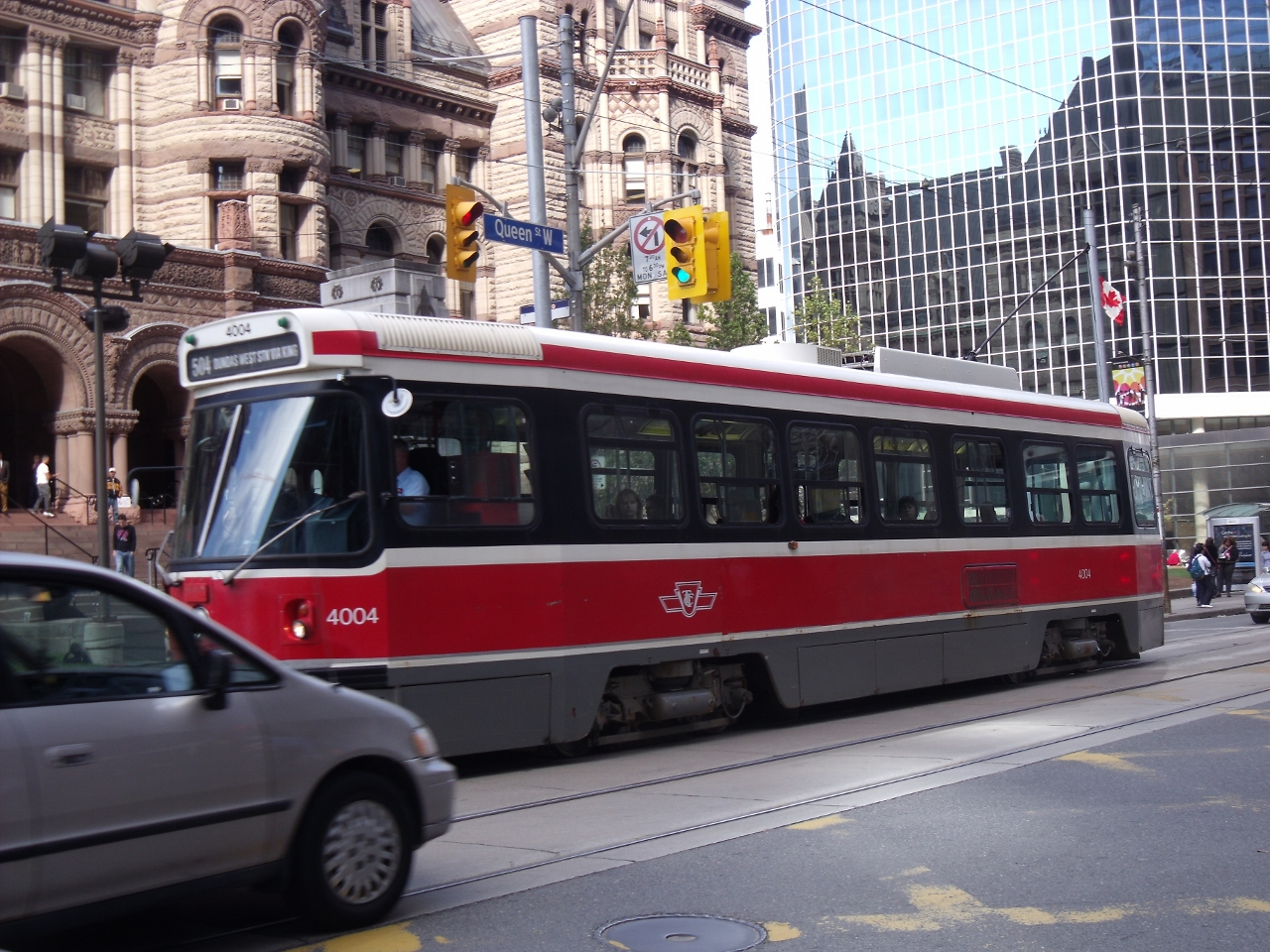
토론토의 SIG제 CLRV L1 4004
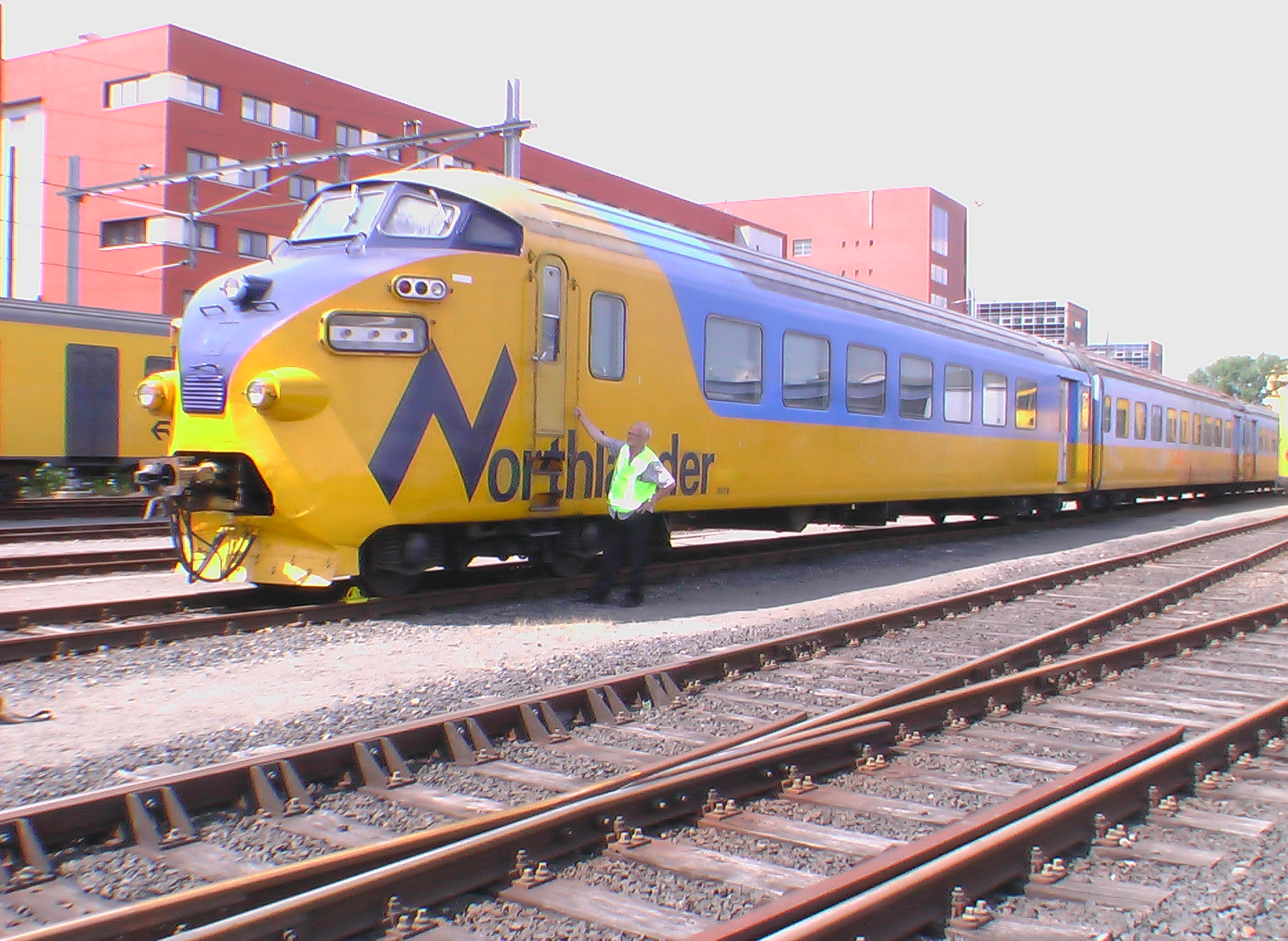
ONR Northlander 서비스의 SBB RAm TEE I 열차 세트
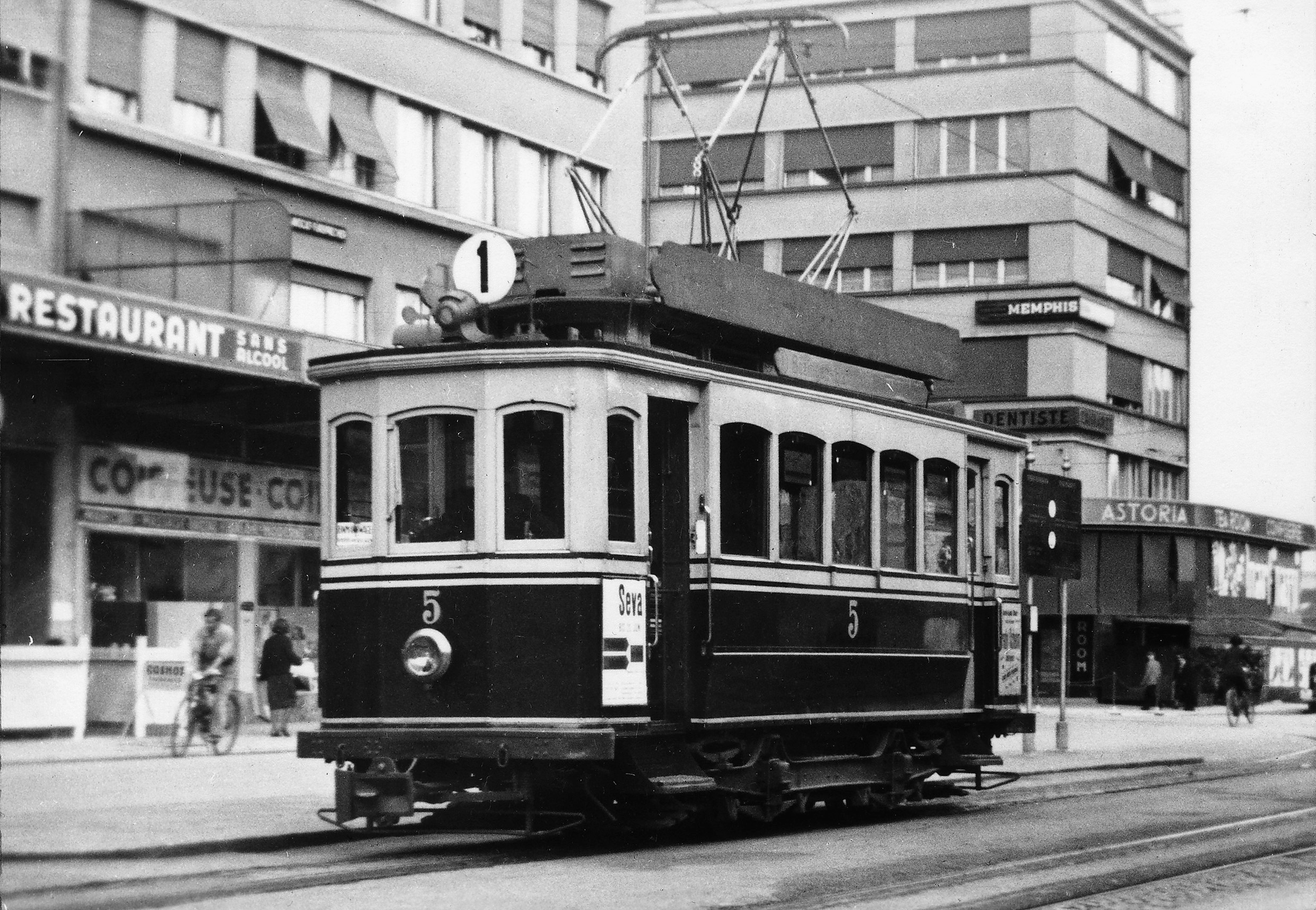
Biel-Bienne에 SIG가 건설한 트램웨이 Ce 2/2

## 같이 보기
- 포장 및 라벨링
- 스위스의 경제